# Thomas Roseingrave
Thomas Roseingrave (né à Winchester en 1690 et mort à Dún Laoghaire le 23 juin 1766) est un musicien (organiste) anglais.

## Biographie
Il passa la première partie de sa vie à Dublin et étudia la musique avec son père, Daniel Roseingrave. En 1707, il entra au Trinity College de Dublin mais en sortit sans terminer ses études. En 1709, il fut envoyé en Italie avec une bourse fournie par le chapitre de la Cathédrale Saint-Paul de Londres afin de s'y perfectionner pour la musique. À Venise, il fit la connaissance de Domenico Scarlatti, son aîné de cinq ans, qui l'impressionna vivement par sa virtuosité au clavecin. Il l'accompagna à Naples et à Rome ; il devait, plus tard, publier une édition des sonates de Scarlatti qui serait à l'origine de la grande popularité de ce dernier en Angleterre.
En Italie, Roseingrave composa plusieurs œuvres musicales, notamment un anthem et une cantate. C'est probablement en 1714 qu'il retourna en Angleterre. En 1720, il produisit l'opéra Amor d’un ombra e Gelosea d’un aura de Scarlatti sous le titre de Narciso au Haymarket Theatre, en y ajoutant deux arias et deux duos de sa composition. Il fut nommé en 1725 organiste de l'église Saint George (située Hanover Square). Il devint très réputé en tant qu'improvisateur, spécialement de fugues. Il nourrissait la plus grande admiration pour la musique de Palestrina et était un contrapuntiste de très grand talent. Charles Burney rapporte qu'il était capable d'exécuter, en la déchiffrant à vue, la musique la plus complexe.
Pendant les années 1730, il était au sommet de son art. Pourtant sa carrière brillante se termina brutalement lorsqu'il ne parvint pas à épouser une jeune personne dont il était devenu amoureux. Le père d'icelle ne voulut pas donner son accord à un mariage avec un musicien. La contrariété eut des conséquences néfastes sur sa raison, son comportement devint irrationnel et il négligea ses obligations et ses devoirs. De fait, il finit par se retirer à Dublin. Il mourut en 1766 et fut inhumé dans le caveau de famille du cimetière de la Cathédrale Saint-Patrick de Dublin.

## Son œuvre
Les meilleures compositions de Roseingrave sont, de façon surprenante, celles qui montrent le moins d'influences continentales. Ses pièces de clavecin rappellent parfois le style de Scarlatti, mais ses pièces d'orgue sont plus proches du style anglais de Purcell et Blow. Elles sont empreintes de dissonnances et d'un chromatisme prononcé qui ne sont pas sans évoquer celui des fantaisies pour violes de Purcell. Leur phrasé irrégulier laisse penser qu'elles sont peut-être issues de ses improvisations, auxquelles il doit sa célébrité. Il composa aussi des solos pour flûtes et des cantates italiennes. Ses contemporains critiquaient souvent ses harmonies rudes, ses modulations extravagantes et inhabituelles. La majorité des compositeurs anglais du XVIIIe siècle avaient adopté le style italien importé par Haendel, et les amateurs anglais étaient en train de s'accoutumer à l'harmonie plus enjouée, aux formes plus séduisantes et faciles du style galant. Ainsi, le style de Roseingrave finit par leur paraître trop intellectuel et démodé.

## Source
Traduit de l'article en anglais, qui se réfère à The New Grove Dictionary of Music & Musicians, ed Stanley Sadie, 1980  (ISBN 1-56159-174-2).